# Сахалинский областной государственный художественный музей
Сахалинский областной художественный музей — один из самых молодых художественных музеев России, единственный художественный музей Сахалинской области.

## История и деятельность

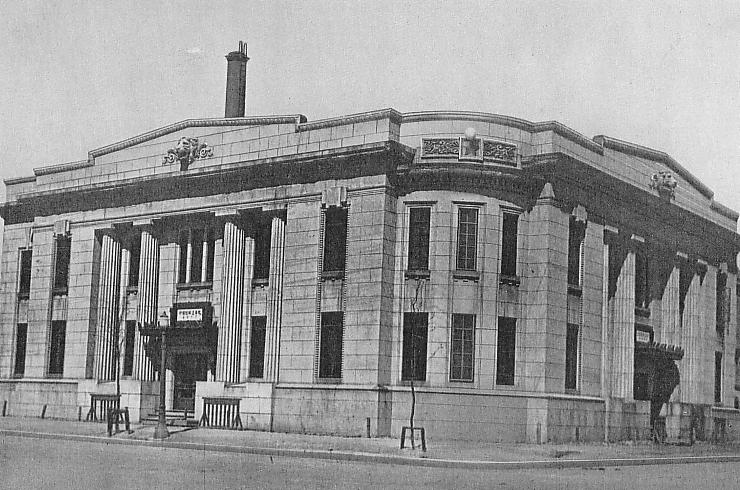
Филиал банка «Хоккайдо Такусёку» в городе Тоёхара в 1930-е годы

Музей был основан по Приказу Министерства культуры РСФСР от 1 августа 1983 года, Приказу Управления культуры Сахалинской области от 20 сентября 1983 года, открытие экспозиций состоялось 25 марта 1989 года.
Музей демонстрирует выставки из ведущих музеев России, персональные выставки современных художников, выставки из собственной коллекции. В музее действуют постоянные экспозиции: «Христианское искусство», «Современное искусство Кореи», «Русское искусство XIX — н. XX вв.».
Сотрудники музея занимаются научно-исследовательской деятельностью. Издано более 150 научных статей, каталогов, монографий. Музей ведет большую научно-просветительную работу, в том числе по популяризации искусства сахалинских художников и мастеров декоративно-прикладного искусства коренных народов севера Сахалина. В музее уже более двадцати лет работает «Школа восприятия» для детей 3-6 лет.

## Коллекция музея

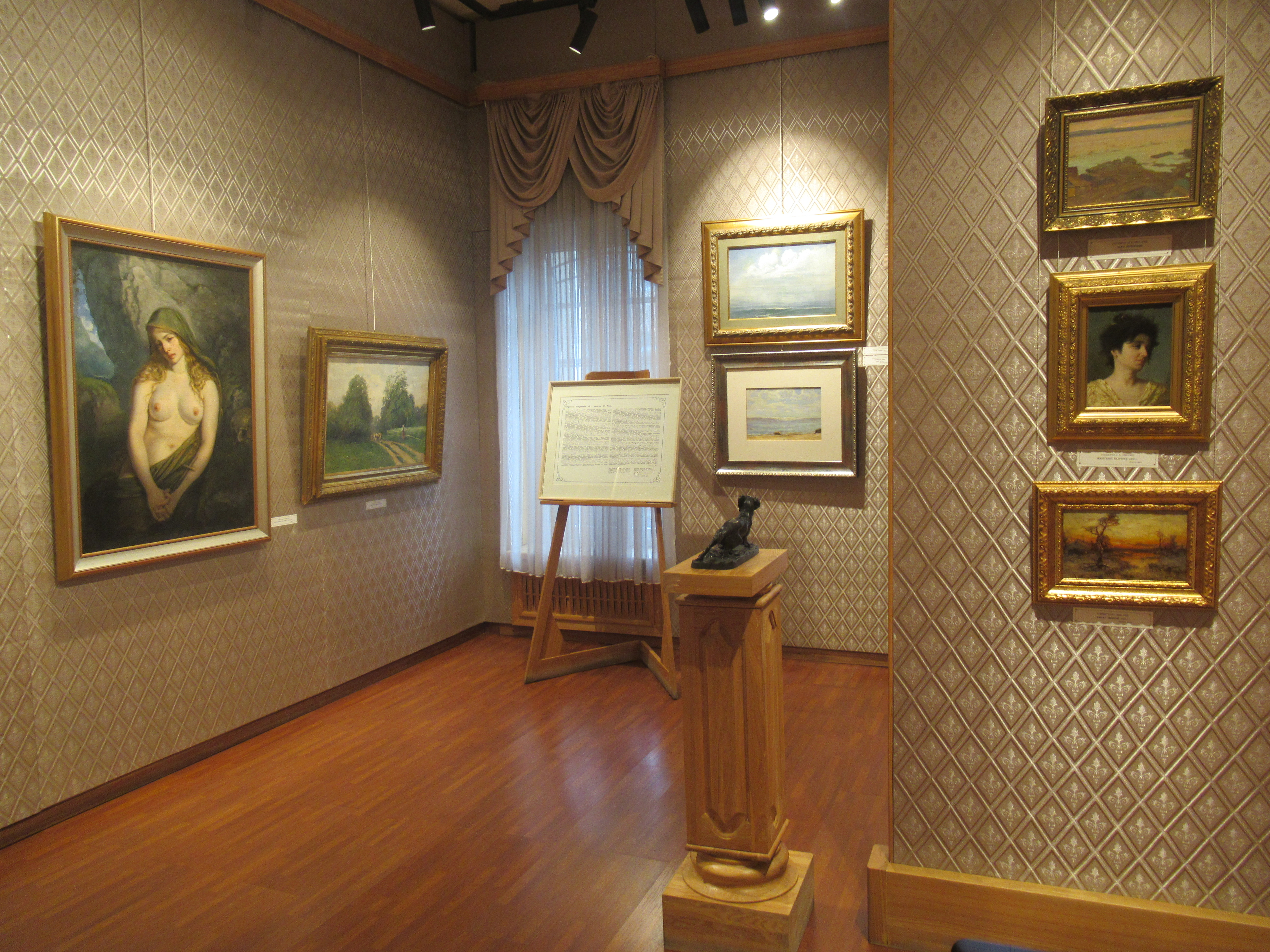
Зал русского искусства

Коллекция музея насчитывает более 16 тысяч единиц хранения. Формирование музейного фонда осуществлялось из различных источников. В числе основных — Государственный музейно-выставочный фонд «Росизо», Российский фонд культуры, Научно-исследовательский институт художественной промышленности, Государственный Русский музей, Союзы художников бывших советских республик: Украины, Киргизии, Грузии, Латвии, Эстонии. Большая часть коллекции русского искусства XIX — начала XX вв. представлена произведениями, приобретёнными в 1980—1990-е годы в художественных салонах Москвы, Санкт-Петербурга, в частных собраниях. Музейные коллекции:
- Христианское искусство
- Русское искусство XIX — начала XX веков
- Советское искусство 1920—1990 гг.
- Современное искусство
- Искусство художников Дальнего Востока России
- Декоративно-прикладное искусство России, русские народные промыслы
- Искусство стран Дальнего Востока (Китай, Корея, Япония)
- Искусство коренных народов Севера РФ

## Здание музея
Объект культурного наследия народов РФ регионального значения. Рег. № 651710843130005 (ЕГРОКН). Объект № 6530026000 (БД Викигида)
Музей расположен в бывшем здании японского колониального банка Хоккайдо Такусёку, которое было построено в 1930 г. неизвестным японским архитектором в стиле позднего модерна. В середине 1980-х гг. было реконструировано и передано музею Сахалинским отделением Государственного Банка СССР. Расположено в самом центре Южно-Сахалинска, является оригинальным историко-культурным памятником Сахалинской области.